# 設計師

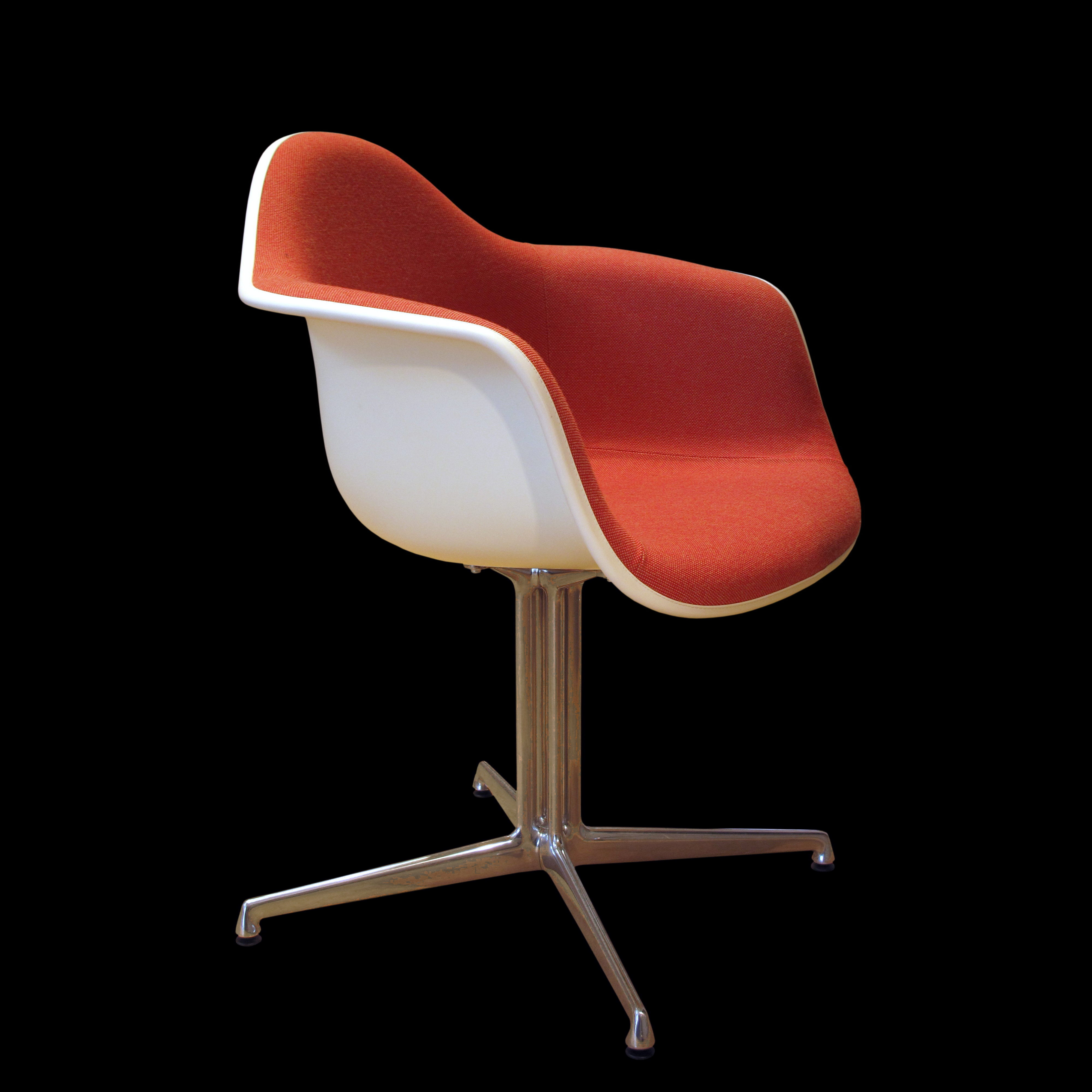
設計者會被稱為設計師

設計師是對有關美學事物設計物者的一種專稱，古今可稱發明家。設計師是從人與事物分析再以有道理的構造，現今沒辦法解讀設計統稱為藝術家。
他們通常在專門領域創造或提供創意，並利用各種視與道理方式傳達的方式，表現法的功力作品，即設計師的實力。

## 設計類型
設計的類型相當多，下面列出歷史較久、較廣為人知的設計類型。更多的設計類型請參看導航模板。